# Mood FM
Mood FM foi uma emissora de rádio brasileira concessionada em Petrópolis, com sede no município do Rio de Janeiro, ambas as cidades localizadas no estado homônimo. A rádio em questão operava na frequência FM 91.1 MHz, e a concessão da emissora pertence ao Grupo Bandeirantes de Comunicação. Sua torre de transmissão esteve localizada no Morro do Morin em Petrópolis.

## História
A rádio foi um projeto dos empresários Rafael Liporace e Romulo Groisman. No dia 1 de agosto a 104.5 MHz, até então identificada como Comunicadora FM, que entrou no ar após à saída da Fanática FM em março, passou a veicular músicas do segmento Pop, e dando a expectativa de surgir uma emissora local no dial Carioca.
Em 20 de fevereiro de 2021, a rádio deixou a frequência 104.5 FM sem nenhum aviso prévio, sendo substituída por uma futura rádio sem nome fantasia, que futuramente seria nomeada como Positividade FM. Com a saída a emissora seguiu em formato de web rádio.
Em 24 de Fevereiro de 2021, foi anunciado o retorno da Mood FM ao dial carioca. A emissora ocuparia a frequência 91.1 FM, que até então transmitia a Rádio Mania. O retorno aconteceu em 12 de março, além disso a emissora estreou uma parceria com a Band Rio para a exibição de um programa diário, que foi o Mood TV, exibido sempre à tarde, de segunda a sexta, com Louise Heine. O programa saiu do ar em fevereiro de 2023, sendo substituído por uma faixa com programas do canal Sabor & Arte.
No dia 9 de maio de 2024 foi anunciado que a Mood FM iria encerrar as atividades no dia 31 de maio, devolvendo a frequência ao Grupo Bandeirantes. Em seu lugar e na mesma frequência estreará em 20 de janeiro de 2025 a Band FM Rio de Janeiro.